# Iparhi Logos
Iparhi Logos är ett studioalbum av den grekisk-svenska sångaren Helena Paparizou. Det gavs ut den 12 april 2006 och innehåller 29 låtar uppdelat på två CD-skivor.

## Låtlista

### CD-1
| Nr  | Titel                                 | Längd |
| --- | ------------------------------------- | ----- |
| 1.  | Gigolo                                | 3:23  |
| 2.  | The Game of Love                      | 3:09  |
| 3.  | Iparhi Logos                          | 4:21  |
| 4.  | Mambo!                                | 3:05  |
| 5.  | Paradigmatos Hari                     | 3:53  |
| 6.  | O,ti Axizi Ine I Stigmes (Le Bonheur) | 3:38  |
| 7.  | Pote Xana (Let Me Let Go)             | 2:54  |
| 8.  | Meres Aiones                          | 4:02  |
| 9.  | Se Pion Na Miliso                     | 3:26  |
| 10. | Parapono Aimovoro                     | 3:59  |
| 11. | Panta Se Perimena (Idaniko Fili)      | 3:48  |
| 12. | Asteria                               | 3:51  |
| 13. | Anixan I Ourani                       | 3:51  |
| 14. | You Set My Heart on Fire              | 3:12  |

### CD-2
| Nr  | Titel                                  | Längd |
| --- | -------------------------------------- | ----- |
| 1.  | An Ihes Erthi Pio Noris                | 4:05  |
| 2.  | Pou Pige Tosi Agapi                    | 3:58  |
| 3.  | Me Theloun Ki Alli (Heart of Mine)     | 2:56  |
| 4.  | Tipseis (You Set My Heart on Fire)     | 3:13  |
| 5.  | Pote S'ena Adio                        | 4:21  |
| 6.  | Just Walk Away                         | 3:42  |
| 7.  | Don't Speak                            | 3:42  |
| 8.  | Crazy                                  | 4:18  |
| 9.  | Like A Prayer                          | 4:05  |
| 10. | Why?                                   | 3:42  |
| 11. | Smooth Operator                        | 4:09  |
| 12. | Can't Help Falling in Love             | 3:00  |
| 13. | Outside                                | 3:55  |
| 14. | To Fos Sti Psyhi/The Light in Our Soul | 2:30  |
| 15. | Iparhi Logos                           | 4:19  |

Spår 6 till 14 på CD-2 är liveversioner.